# برايان ستانتون
برايان ستانتون (بالإنجليزية: Brian Stanton)‏ (7 فبراير 1956 بليفربول في المملكة المتحدة - ) هو لاعب كرة قدم بريطاني في مركز الوسط. لعب مع نادي بوري ونادي روتشديل ونادي ريكسهام وهدرسفيلد تاون.